# Bruinroze oorzwammetje
Het bruinroze oorzwammetje (Crepidotus brunneoroseus) is een schimmel in de familie Crepidotaceae. Hij leeft saprotroof op dode takken van de populier (Populus).

## Kenmerken
De sporen meten 8,5-12 × 5-6,5 (Q=1,6 tot 2,1). Er zijn geen gespen aanwezig.

## Verspreiding
In Nederland komt het bruinroze oorzwammetje zeldzaam voor.